# Чардара (село)
Чардара (каз. Шардара) — село в Шардаринском районе Туркестанской области Казахстана. Административный центр сельского округа Кауысбека. Код КАТО — 516457100.

## Население
В 1999 году население села составляло 4458 человек (2245 мужчин и 2213 женщин). По данным переписи 2009 года в селе проживало 5015 человек (2518 мужчин и 2497 женщин).

## Известные жители и уроженцы
- Ескараев, Ажихан (род. 1937) — Герой Социалистического Труда.
- Асылбек, Амантай (род. 1942) — казахстанский политик и общественный деятель.
- Алимжан Тасболат - известный комментатор, журналист. Советник Президента Ассосации футзала Казахстана.